# Barrio Bellavista
El barrio Bellavista es un sector de la ciudad de Santiago, la capital de Chile, ubicado en la ribera norte del río Mapocho y a los pies del cerro San Cristóbal. Está dividido entre las comunas de Providencia al oriente y Recoleta al poniente, separadas por la calle Pío Nono que sirve como columna vertebral al barrio.
Es conocido por su ambiente cultural, colorido bohemio; fue residencia de varios artistas locales, entre ellos el poeta Pablo Neruda, quien tenía aquí una de sus casas llamada La Chascona. Desde los años 1980 es conocido por su oferta gastronómica y nocturna, siendo uno de los principales lugares de Santiago para encontrar bares y discotecas.

## Historia

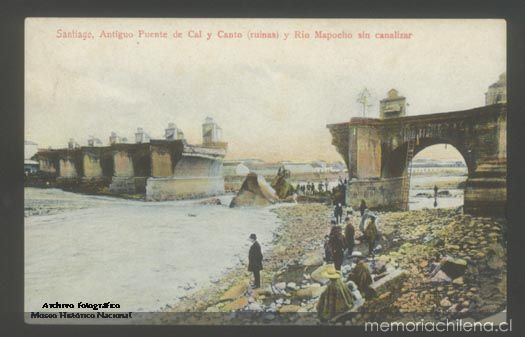
Antiguo Puente de Cal y Canto en 1888

### Época colonial
Tiene una historia que se vincula directamente con el desarrollo urbano de Santiago. 
Los primeros registros datan de la época colonial, cuando toda la rivera norte del río Mapocho era conocida como La Chimbao la zona periférica de la ciudad; aquí se instalarían primero poblaciones de indios y mestizos, y luego prostíbulos, mercados y conventillos, y todo aquello que no cabía en la incipiente ciudad formal.
En 1782 la inauguración del puente de Cal y Canto facilitó que el sector se uniera al resto de Santiago. Durante el siglo XIX se construyeron iglesias, conventos, hospitales y cementerios y ribera norte del río Mapocho empezó a crecer y urbanizarse.

### Época Republicana
Ya hacia fines del siglo XIX y principios del siglo XX la zona oriente de La Chimba empezó a poblarse de nuevos habitantes, en su mayoría pequeños y medianos industriales, artesanos y familias de clase media profesional.

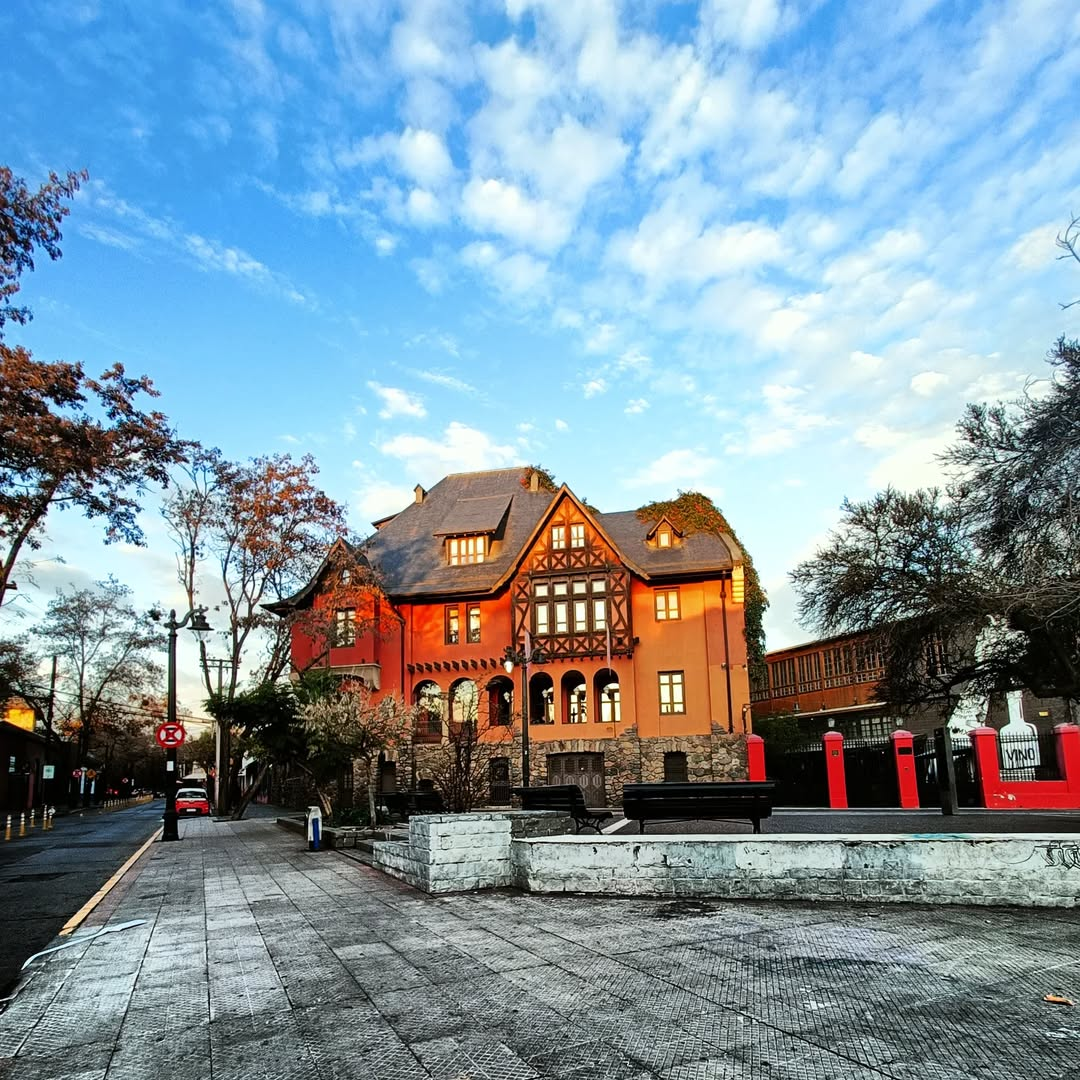
Casa Lehuedé fue construida en 1923 para el hijo de franceses Pedro Lehuedé.

A mediados del siglo XX el sector tuvo un giro intelectual y artístico, cuando profesionales de regiones y también extranjeros educados se instalaron allí. Los pintores Alberto Valenzuela Llanos y Camilo Mori fueron vecinos del barrio durante los años 1940.
En los años 1950 el poeta Pablo Neruda compró un terreno en el sector para edificar una de sus casas, La Chascona, donde vivió hasta su muerte en 1973. El proyecto estuvo a cargo del arquitecto catalán Germán Rodríguez Arias.

### Años 2000
El ambiente artístico del barrio contribuyó a su fama bohemia y cultural. En los años 1980 comenzó a transformarse en un polo cultural y luego nocturno, siendo el principal barrio nocturno del país.Ese nuevo giro cultural habría afectado el carácter artístico del barrio y con ello promovido su deterioro urbano y de calidad de vida, con un aumento de la delincuencia y la violencia nocturna.A partir de los años 2000 se construyeron en Bellavista proyectos inmobiliarios de gran envergadura, que fueron criticados por no respetar la armonía arquitectónica del sector.
En 2006 la familia Jadue, dueña de la editorial Salo y que ya tenía comercios en el barrio, inauguró Patio Bellavista, un polo gastronómico y turístico y que significó la restauración de la estructura de un antiguo cité y galpones industriales que databan de 1900.

### Estallido social, pandemia y delincuencia
Las protestas de 2019, que ocurrían en Plaza Baquedano muy cerca del barrio, y luego la pandemia por Covid 19, tuvieron un impacto negativo en el comercio local. Si bien las autoridades y los gremios han trabajado en conjunto por recuperar el aspecto del barrio, la inseguridad del sector sigue afectando el número de visitas y turistas.

## Ubicación
Es posible llegar a través del Metro de Santiago, usando la Estación Baquedano que intersecta la Línea 1 (roja) con la Línea 5 (verde). Al salir del metro se debe caminar en dirección norte, mirando hacia el Cerro San Cristóbal, y cruzar el río Mapocho por el puento Pío Nono. En su orilla nororiente se levanta el edificio de la Facultad de Derecho de la Universidad de Chile, mientras que en su orilla norponiente se encuentra el Campus Bellavista de la Universidad San Sebastián, ubicado en los terrenos que fueron de los  Misioneros del Verbo Divino y donde estaba el Liceo Alemán de Santiago.

Continuando se llega a la calle Pio Nono que cruza de sur a norte el barrio Bellavista, dividiéndolo en dos sectores: oriente y poniente. La calle Pio Nono en sí concentra una gran cantidad de bares y discotecas, mientras que el sector oriente, como en la calle Constitución, se encuentran restoranes y hostales.

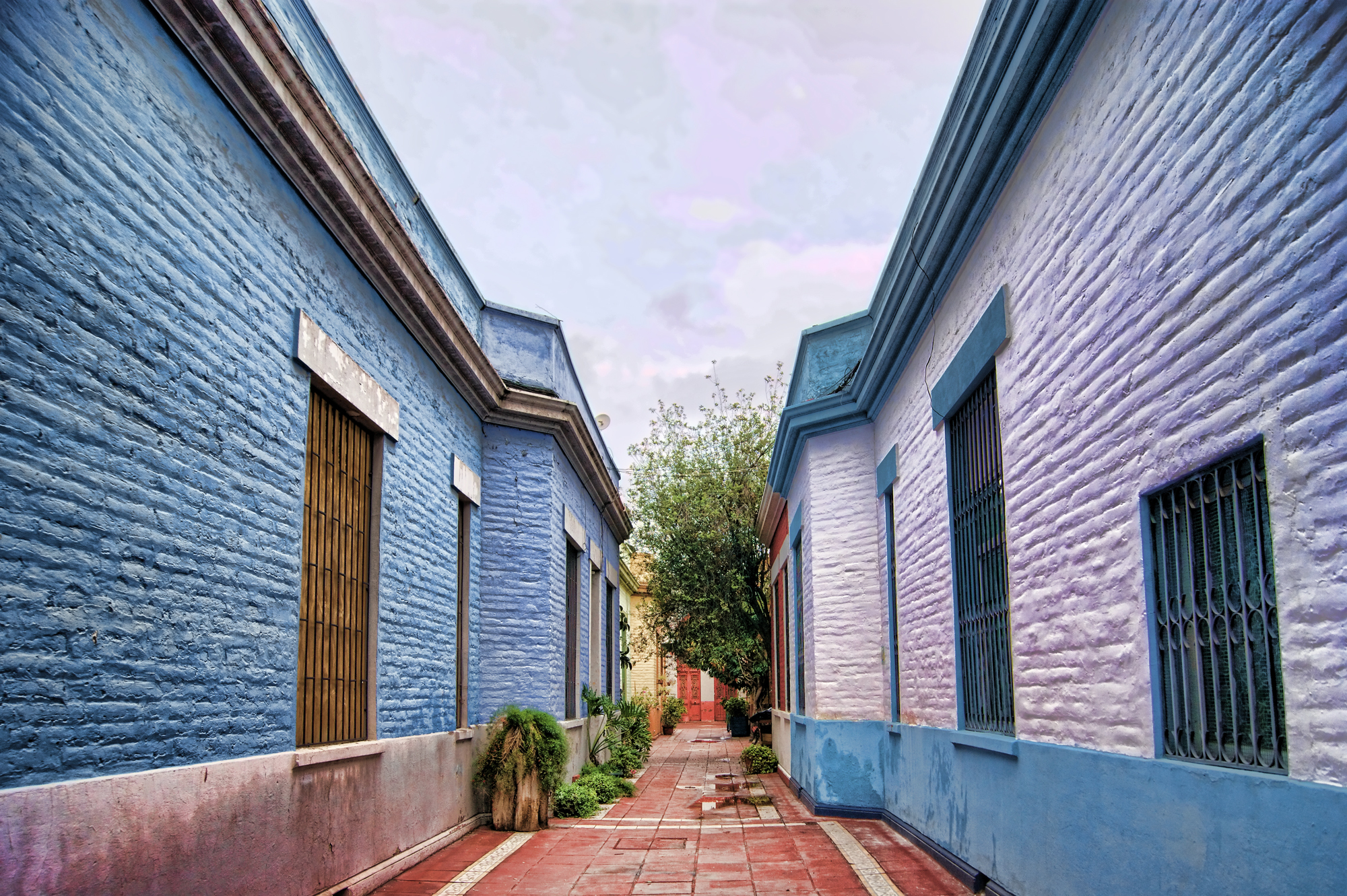
Interior del Cité Trinidad

## Arquitectura
Debido a su pasado industrial y de clase obrera y media incipiente, la arquitectura del barrio Bellavista es principalmente de casas de un piso, de fachada continua y patios interiores, donde todavía se encuentran algunos cités; algunos están hoy pintados de manera colorida y con murales.
También se encuentran algunas casonas, la mayoría perteneciente a familias de clase media-alta y extranjeras que se instalaron en el barrio, construidas a principios del siglo XX

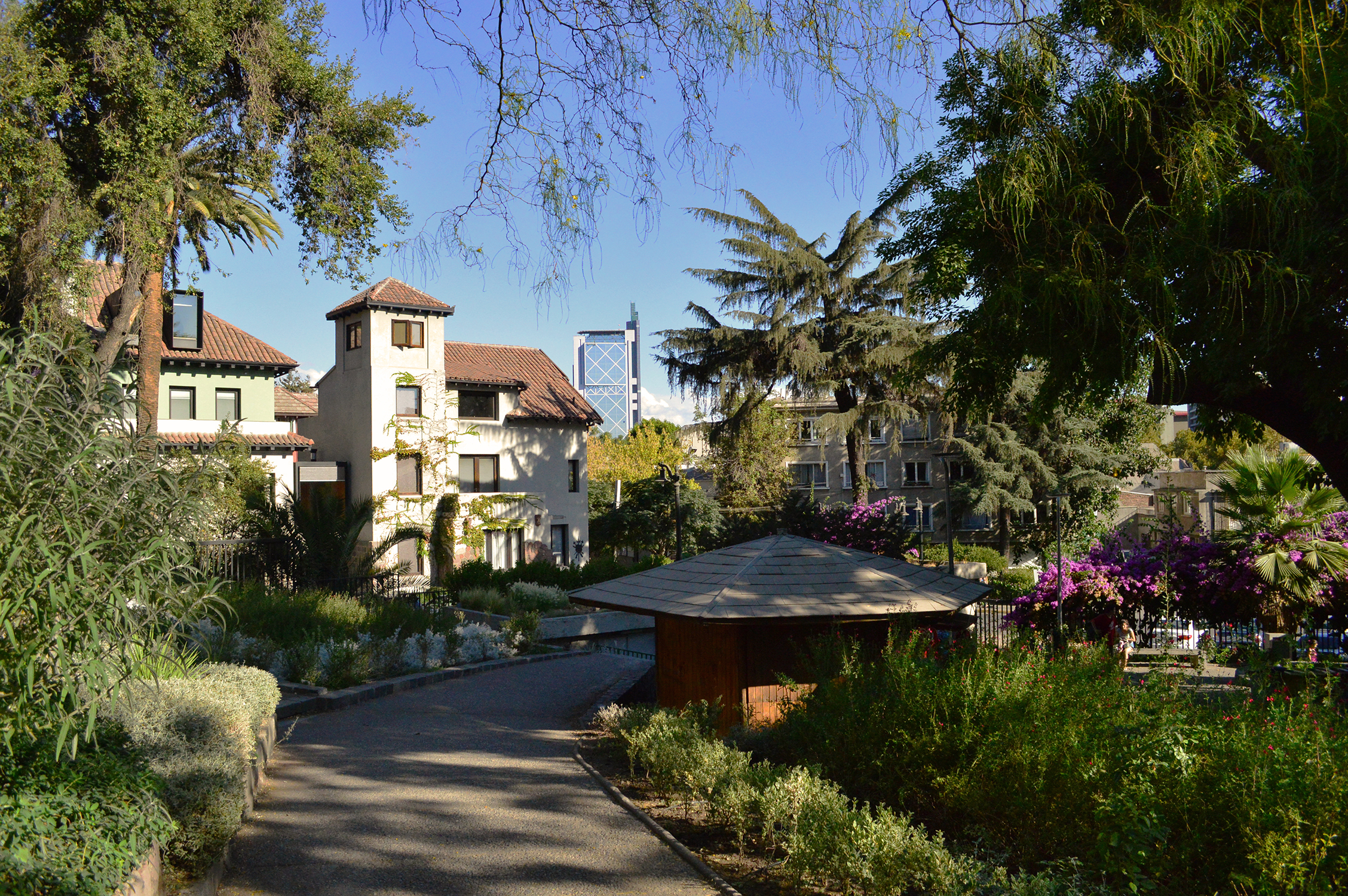
Casonas del barrio

## Atractivos

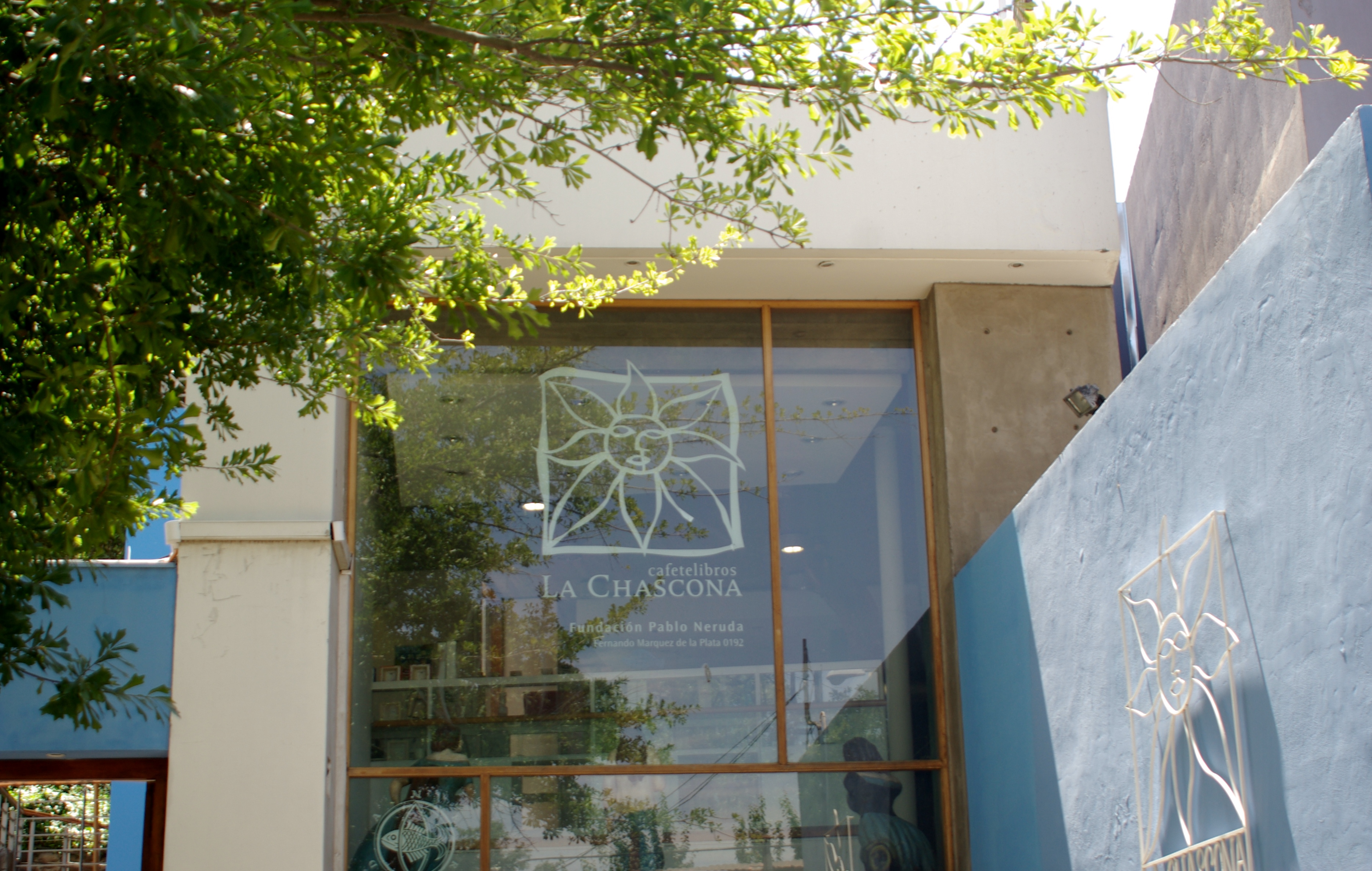
La Chascona, ubicada en la calle Fernando Márquez de La Plata 0192

### Casa “La Chascona” de Pablo Neruda
Esta casa, construida en 1953, fue la tercera propiedad del poeta chileno Pablo Neruda y la única que tuvo en Santiago. Cercana al Cerro San Cristóbal, cuenta con tres plantas. En La Chascona convivió junto a su última esposa, Matilde Urrutia. Hoy convertida en museo, es posible visitarla entre martes y domingo.

### Plaza Camilo Mori
Nombrada así en honor al pintor que vivió y trabajó en el barrio Bellavista, esta plaza alberga desde 1923 la Casa Roja o Castillo Lehuedé, declarado monumento nacional. 

### Funicular y acceso al Parque Metropolitano de Santiago
Al final de la calle Pío Nono se encuentra el funicular que llega casi a la cumbre del cerro San Cristóbal, de ahí se puede seguir el camino a pie para llegar hasta la virgen. El Parque Metropolitano de Santiago está formado por todo el Cerro San Cristóbal y sus terrenos adyacentes. Dentro de sus instalaciones se ubica un centro recreativo, un vivero, bosques y un jardín zoológico muy visitado.